# Dötzenkopf
Der Dötzenkopf ist mit 1001 m ü. NHN der niedrigste Eintausender-Gipfel des Lattengebirges und damit auch einer der niedrigsten Gipfel der Berchtesgadener Alpen. Er liegt genau unterhalb der Spechtenköpfe (1285 m), die man vom Dötzenkopf auch besteigen kann. Unmittelbar hinter dem Gipfelkreuz erhebt sich eine Kuppe, die ebenfalls zum Dötzenkopf gerechnet wird. Diese überragt den „kleinen“ Dötzenkopf um 6 m (misst also 1007 m). Die Gipfel liegen im südwestlichen Gemeindegebiet von Bayerisch Gmain.
Einer der Wege auf den Dötzenkopf führt ab Bad Reichenhall an der 1949 errichteten Bildstöckl-Kapelle vorbei. Von Bayerisch Gmain aus ist der Aufstieg über den Wappachkopf (800 m) ebenfalls zu bewerkstelligen.
Der Dötzenkopf bietet eine gute Sicht auf Bad Reichenhall, Salzburg und die umliegenden Berge. Auch seine Flora und Fauna gilt bei Bergwanderern als sehenswert.